# Lindenäs, Hammarö kommun
Lindenäs är en bebyggelse öster om Skoghall i Hammarö kommun. Från 2015 avgränsar SCB i dess västra del en småort.